# تشارلز إل. غرانت
تشارلز إل. غرانت (بالإنجليزية: Charles L. Grant)‏ (12 سبتمبر 1942، نيوآرك في الولايات المتحدة - 15 سبتمبر 2006 في الولايات المتحدة)؛ كاتب وروائي أمريكي.

## روابط خارجية
- تشارلز إل. غرانت على موقع IMDb (الإنجليزية)